# Natalie Ital
Natalie Ital (* 15. Februar 1968; gestorben am 7. Juli 2016) war eine deutsche Künstlerin, die im Bereich experimentelle Fotografie arbeitete.

## Werk
Natalie Ital studierte Ende der 1980er Jahre an der Kunsthochschule Kassel bei Floris Michael Neusüss experimentelle Fotografie. Als erste Fotokünstlerin widmete sie sich dem farbigen Fotogramm. Ihre großformatigen Arbeiten entstanden meist auf Cibachrome Fotopapier.
Dieses war zur Herstellung von Positivabzügen von Diapostiven konzipiert und erzeugte besonders kräftige leuchtende Farben von hoher Lichtbeständigkeit. Neben den höheren Kosten dieses Verfahrens war die Erstellung eines Fotogrammes durch den Entwicklungsprozess schwieriger als bei einem s/w Prozess, unter anderem weil der Belichtungsspielraum sehr viel kleiner ist und die Temperierung der Chemikalien einen wichtigen Einfluss auf das Ergebnis hat. Für ihre Fotogramme arrangierte Ital diverse Körper, Objekte und Folien auf dem Fotopapier und belichtete diese mit unterschiedlichen Lichtquellen. Später bearbeitete sie ihre Collagen auch digital. In den letzten Lebensjahren stellte sie auch Figuren aus Stoff her, sogenannte „Softskulpturen“.

## Auszeichnungen
- Kasseler Kunstpreis 1994

## Einzelausstellungen
- Inkarnation, Galerie Lichtblick Köln, 26. Januar – 19. Februar 1995
- Photograms, Galerie Donkersloot,  19. September – 1. November 2004
- Vanilla Voodoo, Jenaer Kunstverein, 26. Februar – 12. April 2008
- Natalie Ital – Fotogramme, Kasseler Fotoforum,  5. Dezember – 3. Dezember 2016

## Gruppenausstellungen
- Images against war, a visual statement by 402 artists, kuratiert von Tina Schellhorn, 28. Februar – 7. Juni 2003
- Licht und Schatten – Fotografie ohne Kamera, Lumas Berlin,  6. November – 1. Dezember 2004
- Veto, Zeitgenössische Positionen in der deutschen Fotografie, Haus der Photographie, Deichtorhallen Hamburg, 4. September – 15. November 2009
- Die Natur der Dinge. Experimentelle Arbeiten von Floris M. Neusüss, Sabine Große, Natalie Ital und Ulf Saupe, Epson Kunstbetrieb, Düsseldorf, 5. – 31. September 2009